# چنگیزوو
چنگیزوو (به لاتین: Chingizovo) یک منطقهٔ مسکونی در روسیه است که در باشقیرستان واقع شده‌است.